# Ala-Kiiskijärvi
Ala-Kiiskijärvi är en sjö i Finland. Den ligger i kommunen Rovaniemi i landskapet Lappland, i den norra delen av landet, 700 km norr om huvudstaden Helsingfors. Ala-Kiiskijärvi ligger 152 meter över havet. Arean är 56 hektar och strandlinjen är 5,68 kilometer lång. Sjön  ingår i Kemi älvs huvudavrinningsområde. 